# Margrit Olfert
Margrit Olfert-Herbst (Magdeburg, 10 februari 1947) is een atleet uit Duitsland.
Op de Olympische Zomerspelen van München in 1972 werd Olfert voor Oost-Duitsland achtste bij het onderdeel verspringen.
- Gemeinsame Normdatei: 1146928378
- Virtual International Authority File: 5036151247996744270007
- WorldCat: E39PBJxMpPCRGFRC37VjPQ4H4q